# Lovely Rita
Lovely Rita is een lied dat in 1967 is uitgebracht door de Britse popgroep The Beatles op het album Sgt. Pepper's Lonely Hearts Club Band. Het lied is voornamelijk geschreven door Paul McCartney, maar staat zoals gebruikelijk op naam van zowel McCartney als John Lennon. Het lied gaat over een parkeerwacht.

## Achtergrond
McCartney kreeg de inspiratie voor het nummer tijdens een wandeling in de buurt van Liverpool naar aanleiding van een artikel in de krant over parkeerwachten. Parkeerwachten waren in 1967 een relatief nieuw fenomeen in Engeland. Met name de Amerikaanse benaming voor een vrouwelijke parkeerwacht, 'meter maid', sprak tot McCartneys verbeelding. Later beweerde een parkeerwacht dat McCartney het nummer over haar had geschreven nadat zij hem een bekeuring had gegeven. McCartney ontkent dit echter.

## Opnamen
De opnamen voor Lovely Rita begonnen op 23 februari 1967 in de Abbey Road Studios in Londen. Die dag namen The Beatles acht takes van de backing track op. Hierbij speelden George Harrison en John Lennon op akoestische gitaar, Ringo Starr op drums en McCartney op piano. Aan de achtste en beste take voegde McCartney vervolgens basgitaar toe. De volgende dag werd McCartneys zang opgenomen.
Op 7 maart gingen de opnamen voor het nummer verder. Die dag werd de achtergrondzang en diverse geluidseffecten opgenomen. Onder aanvoering van John Lennon maakten The Beatles verschillende geluiden zoals grommen, zuchten en schreeuwen. Bovendien speelden ze op kam en papier. Door op een kam bekleed met wc-papier te blazen, ontstond een geluid vergelijkbaar aan dat van een kazoo.
Op 21 maart werd door producer George Martin een pianosolo opgenomen voor Lovely Rita. Tijdens het opnemen draaide de bandrecorder langzamer dan normaal, waardoor de solo tijdens het afspelen veel sneller klonk.

## Credits
- Paul McCartney - zang, piano, basgitaar, kam en papier
- John Lennon: achtergrondzang, akoestische gitaar, kam en papier
- George Harrison: achtergrondzang, slidegitaar, akoestische gitaar, kam en papier
- Ringo Starr: drums, kam en papier
- George Martin: piano